# Айет ат-Татхир
Айет ат-Татхир (на арабски: آية التطهير) се отнася до 33-ия айет на сурата ал-Ахзаб. Този айет се занимава с състоянието на чистотата на Ехл е-Бейт (семейството на Мохамед).

## Текст
وَقَرْنَ فِى بُيُوتِكُنَّ وَلَا تَبَرَّجْنَ تَبَرُّجَ ٱلْجَـٰهِلِيَّةِ ٱلْأُولَىٰ ۖ وَأَقِمْنَ ٱلصَّلَوٰةَ وَءَاتِينَ ٱلزَّكَوٰةَ وَأَطِعْنَ ٱللَّهَ وَرَسُولَهُۥٓ ۚ إِنَّمَا يُرِيدُ ٱللَّهُ لِيُذْهِبَ عَنكُمُ ٱلرِّجْسَ أَهْلَ ٱلْبَيْتِ وَيُطَهِّرَكُمْ تَطْهِيرًۭا

Превод: Останете в къщите си и не се показвайте така, както жените са го показвали във времената на Невежеството; извършвайте намаз, давайте зекят и се подчинявайте на Аллах и Неговия Пратеник. О, хора от дома (на Пророка)! Аллах иска само да премахне мръсотията от вас и да ви пречисти напълно.

## Определяне кой принадлежи към Ехл е-Бейт

### Сунитска перспектива
Според някои сунитски фигури и източници, Ехл е-Бейт включва самия Пратеник (салляллаху алейхи ве селлем), всичките му съпруги (дори включва Фатиме), дори понякога някои от най-близките му сахаби като Ебу Бекр, Омер, и т.н.

### Шиитска перспектива
Обикновено в шиитските източници Ехл л-Бейт е ограничен само до Пратеника (салляллаху алейхи ве селлем), дъщеря му Фатиме, нейния съпруг Али и двамата им синове Хасан и Хюсейн.